# The Proclaimers
A The Proclaimers 1983-ban alakult skót könnyűzenei együttes, melynek két tagja Craig és Charlie Reid ikerpár (születtek 1962. március 5-én). Nemzetközileg 1987-ben váltak ismertté "Letter from America" című kislemezükkel, amely az Egyesült Királyság kislemezlistáján 3. helyig jutott, legnagyobb slágerük pedig az 1988-as "I'm Gonna Be (500 Miles)", amely Ausztráliában, Izlandon és Új-Zélandon is vezette a slágerlistát. A The Proclaimers világszerte több mint 5 millió albumot adott el.

## Története
A The Proclaimers együttest Craig és Charlie Reid Edinburgh-i származású skót ikerpár alapította 1983-ban, eleinte akusztikus együttesként. Nem sokkal később a rockzene irányába mozdultak el, amelybe country, népzenei, valamint alkalmanként punkzenei elemeket vegyítenek, előadásmódjukra pedig jellemző a skót akcentus. 1987 óta 11 stúdióalbumuk jelent meg, melyekből összesen több mint 5 millió darabot adtak el világszerte, emellett gyakran turnéznak. Kislemezeik közül a legismertebb az "I'm Gonna Be (500 Miles)", de népszerű daluk még az "I'm on My Way" is, amely hallható többek között a Shrek című animációs filmben is.

## Diszkográfia

### Nagylemezek
- This Is the Story (1987)
- Sunshine on Leith (1988)
- Hit the Highway (1994)
- Persevere (2001)
- Born Innocent (2003)
- Restless Soul (2005)
- Life with You (2007)
- Notes & Rhymes (2009)
- 17 (EP, 2009)
- Like Comedy (2012)
- Let's Hear It for the Dogs (2015)
- Angry Cyclist (2018)

### Válogatásalbumok
- The Best of The Proclaimers (2002)
- Finest (2003)
- This Is the Story, Sunshine on Leith, Hit the Highway (2011; az eredeti albumok bővített, dupla CD-s, remaszterelt kiadásai)
- The Very Best Of: 25 Years 1987–2012 (2013, dupla CD)

### Kislemezek
- Throw the 'R' Away (1987)
- Letter from America (1987)
- Make My Heart Fly (1988)
- I'm Gonna Be (500 Miles) (1988)
- Sunshine on Leith (1988)
- I'm on My Way (1989)
- Then I Met You (1989)
- King of the Road (1990)
- I'm Gonna Be (500 Miles) (1993, újra kiadás)
- Let's Get Married (1994)
- What Makes You Cry? (1994)
- These Arms of Mine (1994)
- There's a Touch (2001)
- (I'm Gonna Be) 500 Miles (2007; komikus verzió, közr. Brian Potter és Andy Pipkin)
- Life with You (2007)
- Whole Wide World (2007)
- New Religion (2008, promóciós kislemez)
- Love Can Move Mountains (2009)
- Like Comedy (2012)
- Spinning Around in the Air (2012)
- Whatever You've Got (2012)
- Cap in Hand (2014)
- Angry Cyclist (2018)
- Streets of Edinburgh (2018)
- Sometimes It's The Fools (2019)

## Fordítás
- Ez a szócikk részben vagy egészben  a   The Proclaimers című angol Wikipédia-szócikk ezen változatának fordításán alapul.  Az eredeti cikk szerkesztőit annak laptörténete sorolja fel. Ez a jelzés csupán a megfogalmazás eredetét és a szerzői jogokat jelzi, nem szolgál a cikkben szereplő információk forrásmegjelöléseként.